# Српска православна црква у Новом Милошеву
Српска православна црква у Новом Милошеву, тачније у делу села који је некада био посебно село под именом Драгутиново, подигнута је 1842. године и представља споменик културе у категорији непокретних културних добара од великог значаја.
Садашња црква је посвећена Арханђелима Михаилу и Гаврилу, подигнута је као грађевина под утицајем неокласицизма, са плитким пиластрима над којима је кровни венац и тимпанонско троугаоно поље. За разлику од готово плошно изведене западне фасаде, оне бочне су решене са дубоким полукружним нишама у којима су смештени прозори.
Резбарија иконостаса је уздржан класицистички, бидермајерски рад непознатог мајстора. Никола Алексић сликао је 1855. године иконе, тронове и певнице, Христов гроб, као и зидне слике на своду над солеом. Остале зидне слике на своду и северном зиду извео је Јозеф Гојгнер. Сачувана је и једна икона такозване Арапске Богородице с почетка 19. века.

## Галерија
- Иконостас
- Зидно сликарство
- Ограђен спомен-крст
- Споменик Теодору Павловићу